# IC 2132
IC 2132 — галактика типу Sa (спіральна галактика) у сузір'ї Заєць.
Цей об'єкт міститься в оригінальній редакції індексного каталогу.